# The Revölution by Night
The Revölution by Night – dziewiąty album studyjny zespołu Blue Öyster Cult z listopada 1983 roku.
Pierwszy album studyjny nagrany w zmienionym składzie. Utwór "Shooting Shark" autorstwa Donalda "Buck Dharma" Roesera i Patti Smith zajął 83 miejsce na amerykańskiej liście przebojów. Nagrania dotarły do 93. miejsca listy Billboard 200 w USA.

## Lista utworów
Strona A
1. "Take Me Away" (Eric Bloom, Aldo Nova) – 4:31
2. "Eyes on Fire" (Gregg Winter) – 3:56
3. "Shooting Shark" (Donald Roeser, Patti Smith) – 7:09
4. "Veins" (Roeser, Richard Meltzer) – 3:59

Strona B
1. "Shadow of California" (Joe Bouchard, Neal Smith, Sandy Pearlman) – 5:10
2. "Feel the Thunder" (Bloom) – 5:48
3. "Let Go" (Bloom, Roeser, Ian Hunter) – 3:28
4. "Dragon Lady" (Roeser, Broadway Blotto) – 4:08
5. "Light Years of Love" (Bouchard, Helen Robbins) – 4:05

## Twórcy
- Eric Bloom – gitara rytmiczna, wokal
- Donald "Buck Dharma" Roeser – gitara prowadząca, wokal
- Allen Lanier – instrumenty klawiszowe, gitara rytmiczna
- Joe Bouchard – gitara basowa, wokal
- Rick Downey – perkusja, wokal

### Dodatkowi muzycy
- Aldo Nova – gitara / współautor ("Take Me Away")
- Neal Smith – perkusja
- Randy Jackson – gitara basowa ("Shooting Shark")